# Anthosactis capensis
Anthosactis capensis är en havsanemonart som beskrevs av Oscar Henrik Carlgren 1938. Anthosactis capensis ingår i släktet Anthosactis och familjen Actinostolidae. Inga underarter finns listade i Catalogue of Life.